# Députés de la 8e législature du Bénin

Cet article dresse la liste des quatre-vingt-trois députés béninois par ordre alphabétique et par partis politiques — seulement deux partis politiques sont représentés pour le compte de cette législature — élus au suffrage universel direct au scrutin de liste à la représentation proportionnelle pour un mandat de quatre ans siégeant à l'Assemblée nationale. Cette huitième législature dure de mai 2019 à mai 2023 avec pour président Louis Vlavonou. Les députés sont rééligibles et représentent la Nation tout entière.

## Méthodologie
Pour chaque député, la liste précise sa circonscription d'élection, sa date de naissance, sa  profession, son suppléant, le parti politique auquel il appartient ainsi que le groupe auquel il appartient. Sauf indication contraire, les députés et suppléants siégeant ont sont élus lors des élections législatives du 28 avril 2019.
Un député est qualifié de « dissident », lorsqu'il siège dans un groupe parlementaire autre que celui-ci dans lequel la majorité des membres de son parti est affiliée. Cet état de dissidence n'empêche pas le député de continuer d'être officiellement membre de son parti d'origine.
Lors de la nomination au gouvernement ou du décès d'un député ou toute autre cause d'une invalidation, son suppléant devient député (un mois après en cas d'acceptation d'une fonction gouvernementale). En outre, à l'issue d'un délai d'un mois conformément à la Constitution du 11 décembre 1990, les ministres élus quittant le gouvernement ne peuvent plus retrouver leur siège, sans passer par une autre élection législatives en dehors du mandat en cours.

## Groupes politiques
Les partis politiques représentés au cours de cette huitième législature sont l'Union progressiste (UP) et le Bloc républicain (BR),.

## Composition de l'Assemblée nationale

### Liste des députés
| Portrait | Député                                | Circonscription | Date de naissance | Profession | Suppléant | Parti | Parti | Groupe | Groupe |
| -------- | ------------------------------------- | --------------- | ----------------- | ---------- | --------- | ----- | ----- | ------ | ------ |
|          | Abdou Razack Olalandou Abiosse        | —               | —                 | —          | —         |       | UP    |        | UP     |
|          | Dona Léon Adéniyi Aden Houessou       | —               | —                 | —          | —         |       | UP    |        | UP     |
|          | Mathieu Gbèblodo Adjovi               | —               | —                 | —          | —         |       | UP    |        | UP     |
|          | Amed Tidjani Affo Obo                 | —               | —                 | —          | —         |       | UP    |        | UP     |
|          | Norbert Ahivohozin                    | —               | —                 | —          | —         |       | UP    |        | UP     |
|          | Tossou Marcellin Ahonoukoun           | —               | —                 | —          | —         |       | UP    |        | UP     |
|          | Jean-Baptiste Orden Rosae Alladatin   | —               | —                 | —          | —         |       | UP    |        | UP     |
|          | David Camille Gbossè Biokou           | —               | —                 | —          | —         |       | UP    |        | UP     |
|          | Léon Bokove                           | —               | —                 | —          | —         |       | UP    |        | UP     |
|          | Alidou Demonle Moko                   | —               | —                 | —          | —         |       | UP    |        | UP     |
|          | Euric Guidi                           | —               | —                 | —          | —         |       | UP    |        | UP     |
|          | Nougbognon Hyppolite Hazoume          | —               | —                 | —          | —         |       | UP    |        | UP     |
|          | Kokou Lucien Hougnibo                 | —               | —                 | —          | —         |       | UP    |        | UP     |
|          | Victor Mitondji Hounsa                | —               | —                 | —          | —         |       | UP    |        | UP     |
|          | Délonix Djiméco Kogblevi              | —               | —                 | —          | —         |       | UP    |        | UP     |
|          | Sanni Mama                            | —               | —                 | —          | —         |       | UP    |        | UP     |
|          | Koffi Ernest Serge Medewanou          | —               | —                 | —          | —         |       | UP    |        | UP     |
|          | Koniémé Domitien N’Ouemou             | —               | —                 | —          | —         |       | UP    |        | UP     |
|          | Comlan Patrice Nobime Agbodranfo      | —               | —                 | —          | —         |       | UP    |        | UP     |
|          | Yacoubou N. Orou Se Guene             | —               | —                 | —          | —         |       | UP    |        | UP     |
|          | Louis Vlavonou                        | —               | —                 | —          | —         |       | UP    |        | UP     |
|          | Abraham Zinzindohoué                  | —               | —                 | —          | —         |       | UP    |        | UP     |
|          | Jérémie Adomahou                      | —               | —                 | —          | —         |       | UP    |        | UP     |
|          | Justin Agbojete Hounsa                | —               | —                 | —          | —         |       | UP    |        | UP     |
|          | Gildas Habib Bignon Agonkan           | —               | —                 | —          | —         |       | UP    |        | UP     |
|          | Assogba Edmond Agoua                  | —               | —                 | —          | —         |       | UP    |        | UP     |
|          | Badirou Din Owolodé Otonikou Aguemon  | —               | —                 | —          | —         |       | UP    |        | UP     |
|          | Sèdogbo Augustin Ahouanvoebla         | —               | —                 | —          | —         |       | UP    |        | UP     |
|          | Natondé Ake                           | —               | —                 | —          | —         |       | UP    |        | UP     |
|          | Yaya Worou Akibou Sorô                | —               | —                 | —          | —         |       | UP    |        | UP     |
|          | Richard Kocouvi Adjihounho Allosohoun | —               | —                 | —          | —         |       | UP    |        | UP     |
|          | Ibitecho Jean-Pierre Babatunde        | —               | —                 | —          | —         |       | UP    |        | UP     |
|          | Mariam Chabi Talata                   | —               | —                 | —          | —         |       | UP    |        | UP     |
|          | Gérard Gbenonchi                      | —               | —                 | —          | —         |       | UP    |        | UP     |
|          | Sonagnon Epiphane Honfo               | —               | —                 | —          | —         |       | UP    |        | UP     |
|          | Issa Salifou                          | —               | —                 | —          | —         |       | UP    |        | UP     |
|          | Sèdami Mèdégan Fagla                  | —               | —                 | —          | —         |       | UP    |        | UP     |
|          | Saré Malick Mora Sanni                | —               | —                 | —          | —         |       | UP    |        | UP     |
|          | Tohouégnon Nestor Noutaï              | —               | —                 | —          | —         |       | UP    |        | UP     |
|          | Sina Bio Gounou Idrissou              | —               | —                 | —          | —         |       | UP    |        | UP     |
|          | Dakpè Sossou                          | —               | —                 | —          | —         |       | UP    |        | UP     |
|          | Valère Dèhouegnon Tchobo              | —               | —                 | —          | —         |       | UP    |        | UP     |
|          | Etienne Tognigban                     | —               | —                 | —          | —         |       | UP    |        | UP     |
|          | Boniface Yehouetome                   | —               | —                 | —          | —         |       | UP    |        | UP     |
|          | Boundja Jacques Yempabou              | —               | —                 | —          | —         |       | UP    |        | UP     |
|          | Tchoropa Thomas Yombo                 | —               | —                 | —          | —         |       | UP    |        | UP     |
|          | Hilaire Adoun                         | —               | —                 | —          | —         |       | BR    |        | BR     |
|          | Dédévi Eugénie Chantal Ahyi           | —               | —                 | —          | —         |       | BR    |        | BR     |
|          | Eustache Akpovi                       | —               | —                 | —          | —         |       | BR    |        | BR     |
|          | Amavi Joseph Anani                    | —               | —                 | —          | —         |       | BR    |        | BR     |
|          | Barthélémy Dahoga Kassa               | —               | —                 | —          | —         |       | BR    |        | BR     |
|          | Dominique Coovi Atchawe               | —               | —                 | —          | —         |       | BR    |        | BR     |
|          | Mariama Baba Moussa                   | —               | —                 | —          | —         |       | BR    |        | BR     |
|          | Zakari Adam Bagoudou                  | —               | —                 | —          | —         |       | BR    |        | BR     |
|          | Nassirou Bako Arifari                 | —               | —                 | —          | —         |       | BR    |        | BR     |
|          | Gilbert Bangana                       | —               | —                 | —          | —         |       | BR    |        | BR     |
|          | Eniola Awaou Bissiriou                | —               | —                 | —          | —         |       | BR    |        | BR     |
|          | Rosine Dagniho                        | —               | —                 | —          | —         |       | BR    |        | BR     |
|          | Assouan Bénoit Degla                  | —               | —                 | —          | —         |       | BR    |        | BR     |
|          | Abdel-Kader Gbadamassi                | —               | —                 | —          | —         |       | BR    |        | BR     |
|          | Rachidi Gbadamassi                    | —               | —                 | —          | —         |       | BR    |        | BR     |
|          | David Gbahounga                       | —               | —                 | —          | —         |       | BR    |        | BR     |
|          | Sèdozan Jonas Gbenameto               | —               | —                 | —          | —         |       | BR    |        | BR     |
|          | Paulin Gbenou                         | —               | —                 | —          | —         |       | BR    |        | BR     |
|          | Robert Gbian                          | 7e              | 27 novembre 1952  | Militaire  | —         |       | BR    |        | BR     |
|          | Abdoulaye Gounou Salifou              | —               | —                 | —          | —         |       | BR    |        | BR     |
|          | Hervé Yves Hehomey                    | —               | —                 | —          | —         |       | BR    |        | BR     |
|          | Octave Houdégbé                       | —               | —                 | —          | —         |       | BR    |        | BR     |
|          | Sabaï Kate                            | —               | —                 | —          | —         |       | BR    |        | BR     |
|          | Zimé Kora Gounou                      | —               | —                 | —          | —         |       | BR    |        | BR     |
|          | Gnonlonfin Mathias Kouwanou           | —               | —                 | —          | —         |       | BR    |        | BR     |
|          | Antoine N’Da N'Da                     | —               | —                 | —          | —         |       | BR    |        | BR     |
|          | Kotchikpa Jean-Eudes Okounde          | —               | —                 | —          | —         |       | BR    |        | BR     |
|          | Biaou Akambi André Okounlola          | —               | —                 | —          | —         |       | BR    |        | BR     |
|          | Ibourahima Ousmane                    | —               | —                 | —          | —         |       | BR    |        | BR     |
|          | Nazaire Sado                          | —               | —                 | —          | —         |       | BR    |        | BR     |
|          | Sofiatou Schanou                      | —               | —                 | —          | —         |       | BR    |        | BR     |
|          | Assan Seibou                          | —               | —                 | —          | —         |       | BR    |        | BR     |
|          | Nathanaël Sokpoekpe                   | —               | —                 | —          | —         |       | BR    |        | BR     |
|          | Cyprien Togni                         | —               | —                 | —          | —         |       | BR    |        | BR     |
|          | Janvier Yahouédéou                    | —               | —                 | —          | —         |       | BR    |        | BR     |
|          | Bida Nouhoume Youssoufou Abdouramani  | —               | —                 | —          | —         |       | BR    |        | BR     |
|          | Mamoudou Zoumarou Wally Boda          | —               | —                 | —          | —         |       | BR    |        | BR     |

### Mandats clos en cours de législature
Les élus suivants ont mis fin prématurément à leur mandat.
| Photos | Député               | Circonscription | Parti | Parti | Raison                                     | Date             | Remplaçant    |
| ------ | -------------------- | --------------- | ----- | ----- | ------------------------------------------ | ---------------- | ------------- |
|        | Jean-Michel Abimbola | 22e             |       | BR    | Nomination au sein du gouvernement         | 5 septembre 2019 | Hilaire Adoun |
|        | Alidou Démolé Moko   | 1er             |       | UP    | Décès                                      | 14 juin 2020     | aucun         |
|        | Mariam Chabi Talata  | 8e              |       | UP    | Élue à la vice-présidence de la République | 23 mai 2021      | aucun         |
|        | Norbert Aïvohozin    | 6e              |       | UP    | Décès                                      | 28 juillet 2022  | aucun         |